# قارچ‌های پرده‌دار
قارچ‌های پرده‌دار (نام علمی: Cortinariaceae) نام یک خانواده از راسته قارچ‌های تیغک‌دار است.